# Gabugan
Gabugan is een bestuurslaag in het regentschap Sragen van de provincie Midden-Java, Indonesië. Gabugan telt 3846 inwoners (volkstelling 2010).